# Bevis Reid
Bevis Reid (Bevis Maria Anael Reid, verheiratete Shergold; * 13. Juni 1919 in Edinburgh; † 4. Juli 1997 im London Borough of Richmond upon Thames) war eine britische Kugelstoßerin und Diskuswerferin.
1938 wurde sie bei den Leichtathletik-Europameisterschaften in Wien Fünfte im Kugelstoßen und Achte im Diskuswurf.
Bei den Olympischen Spielen 1948 in London kam sie im Kugelstoßen auf den achten und im Diskuswurf auf den 14. Platz.

## Persönliche Bestleistungen
- Kugelstoßen: 13,25 m, 24. April 1949, Neapel
- Diskuswurf: 39,88 m, 1951